# City (曲)
『city』（シティ）は、[Champagne]（現・[Alexandros]）の通算1枚目のシングル。2010年7月7日にRX-RECORDSから発売された。

## 概要
[Champagne]としては初のシングルであり、デビューアルバム『Where's My Potato?』から約5ヵ月半ぶりの音源となった。ドラムスとして庄村が加入してからは初の作品でもある。

## 収録曲
- 全曲作詞・作曲：川上洋平

| #  | タイトル                                     |
| -- | -------------------------------------------- |
| １ | City                                         |
| ２ | You Drive Me Crazy Girl but I Don't Like You |
| ３ | 美術館                                       |
| ４ | For Freedom                                  |

1. city
スペースシャワーTV・2010年7月度「POWER PUSH!」選出曲。「POWER PUSH!」に選出されたことについて、川上は「ホントにうれしいです」「（スペースシャワーTVを）毎日のように観ていたので。いつか自分もこの音楽チャンネルに出たいと思っていました」、庄村は「夢のなかにいるようです」とコメントしている[1]。
路上ライブ時代から存在している楽曲であるが、当初はメロディと適当な歌詞しか存在していなかった。そのため、シングルリリースにあたって川上は正式な歌詞を書くこととなり、その際、リスナーの存在を意識したという[1]。
なお、川上は「僕、もともとメッセージというものが嫌いで。だから、この曲の歌詞も伝えるというよりは、論文や意見書に近いのかなと思っていて。それをリスナーに向けて投げている感じ。この曲は日本語詞だからストレートな表現にはなったと思います。でも、言葉に関してはぼんやり聴いてもらえるとうれしいですね」と語っている[1]。
2. You Drive Me Crazy Girl but I Don't Like you
川上曰く「夏の夜に合う曲」。歌詞にはほぼ意味がないが、「同時進行」という雰囲気だという[2]。
3. 美術館
「人気のない美術館」をテーマにしたバラード[2]。
4. For Freedom（2010.3.22 下北沢SHELTER）
2010年3月22日に行われた、「Where's My Potato? release TOUR」の「For Freedom」のライブ音源。